# Závěť výstředníka
Závěť výstředníka (1899, Le testament d'un excentrique) je dobrodružný román francouzského spisovatele Julesa Verna z jeho cyklu Podivuhodné cesty (Les Voyages extraordinaires). Česky kniha také vyšla pod názvem Hra o dědictví.

## Obsah románu

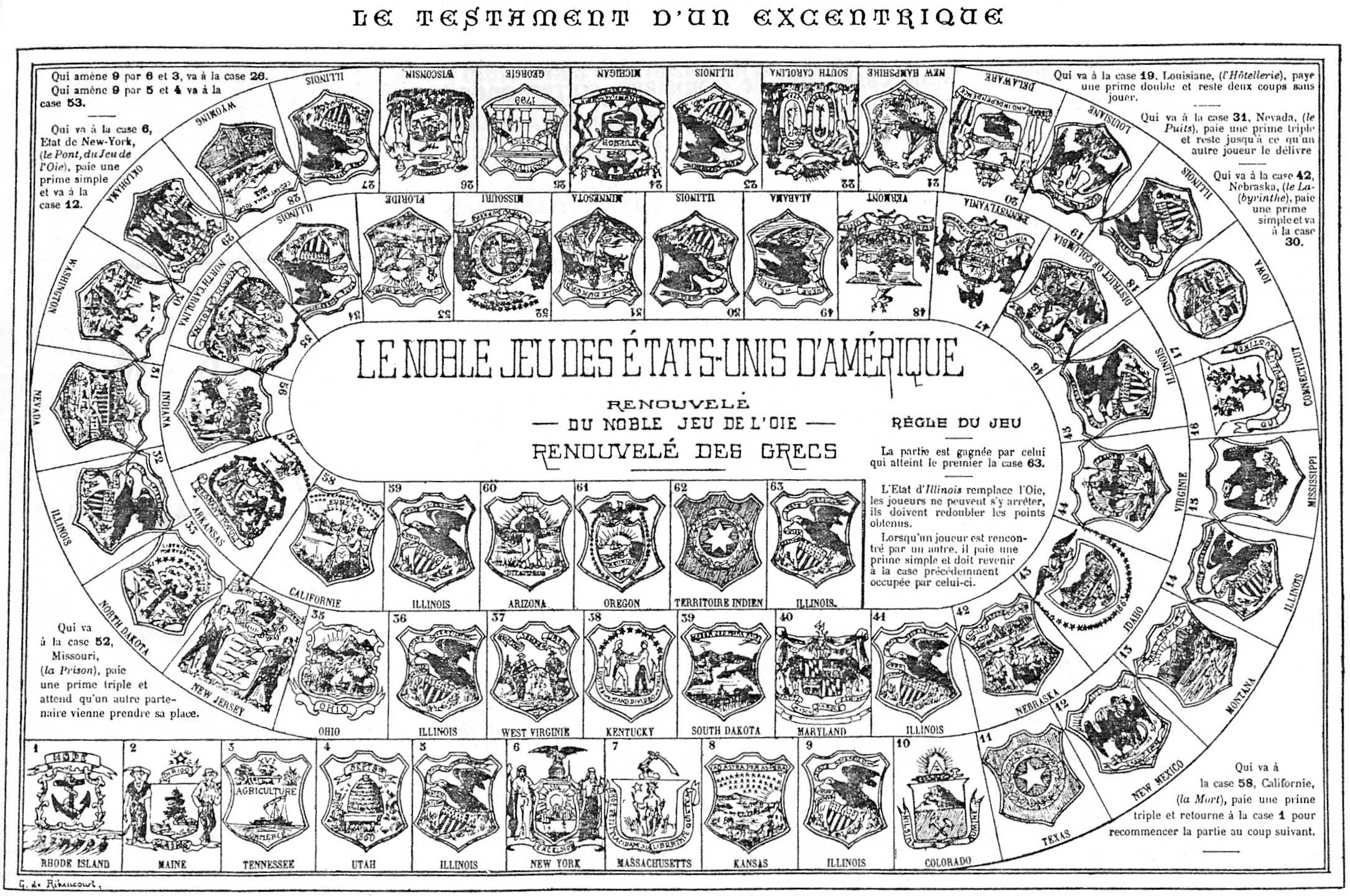
Záveť výstředníka, mapa „husí hry“ po mapě USA, ilustrace z původního francouzského vydání románu.

Román se odehrává ve Spojených státech amerických na sklonku 19. století a vypráví příběh skupinky šesti vylosovaných občanů, kteří po smrti chicagského milionáře a člena místního Klubu výstředníků (Excentric Club) Williama J. Hypperboneho hrají tzv. „husí hru“ o šedesátimilionové dědictví, a to nikoli jako společenskou hru v místnosti, nýbrž jako dobrodružnou cestu po celých USA, jejichž mapa je překreslena jako hrací deska. Postup hráčů po této desce je pak (jako ve skutečné „husí hře“) určen hodem kostkou, ovšem pod dohledem notáře. Podle dodatku k Hypperboneho závěti se kromě vylosovaných hráčů hry zúčastní i záhadný hráč známý jen jako „XKZ“.
V knize je podrobně popisováno cestování hráčů po jednotlivých státech USA, což Vernovi umožnilo uplatnit své hluboké geografické znalosti a také popsat nejvýznamnější americké pamětihodnosti.
Hru nakonec vyhrál neznámý „XKZ“. Z toho se ke všeobecnému překvapení vyklubal zdánlivě zesnulý William J. Hypperbone. Hypperbone se po pohřbu v mauzoleu probudil v rakvi a voláním na sebe upozornil místního strážníka. Jako správný výstředník se rozhodl, že hra o jeho dědictví se uskuteční, i když je naživu, a dopsáním dodatku do své závěti zařídil, aby se mohl hry zúčastnit i on a vyhrát svůj majetek, což se mu skutečně podařilo.

## Ilustrace
Knihu Závěť výstředníka ilustroval George Roux.

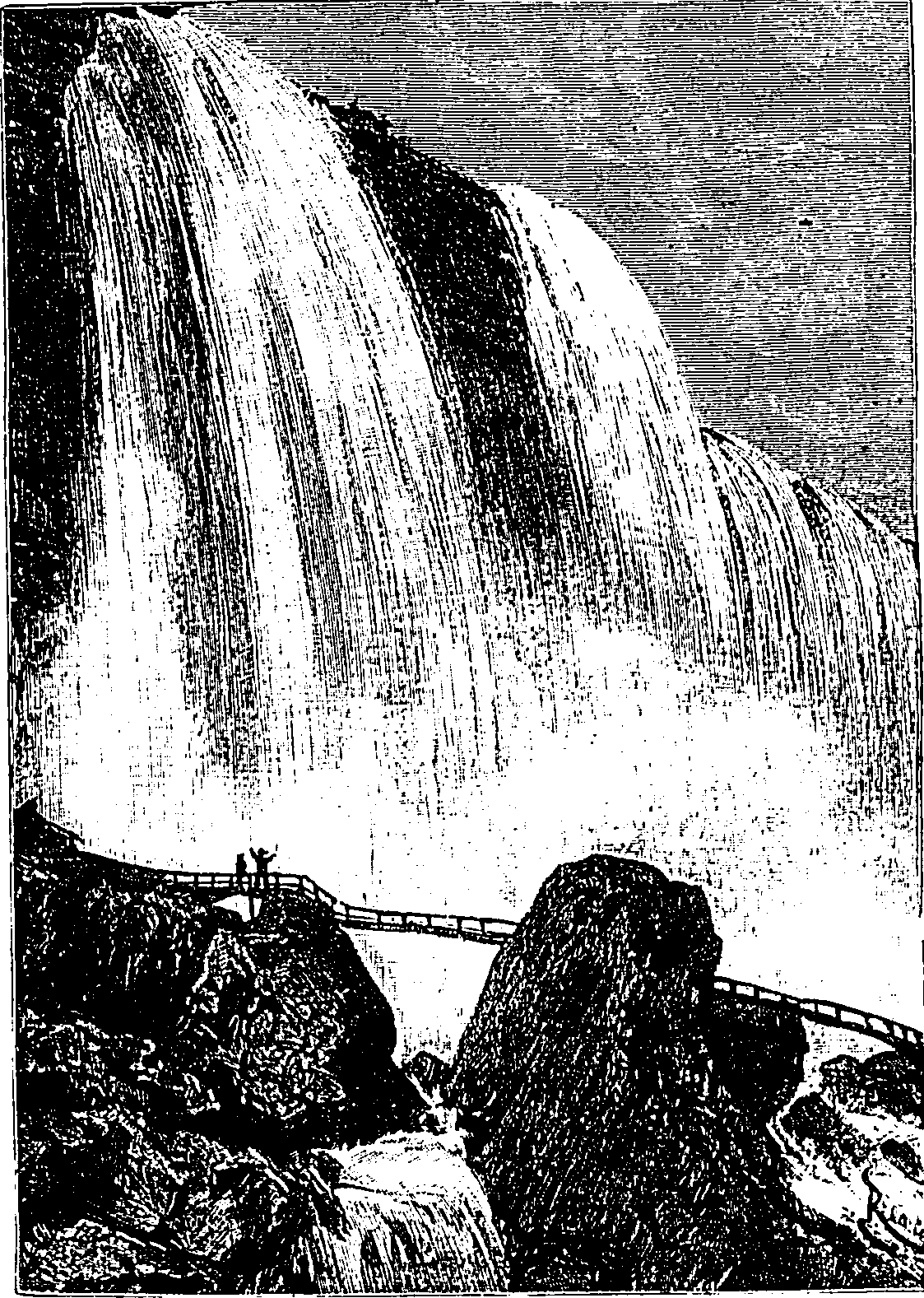
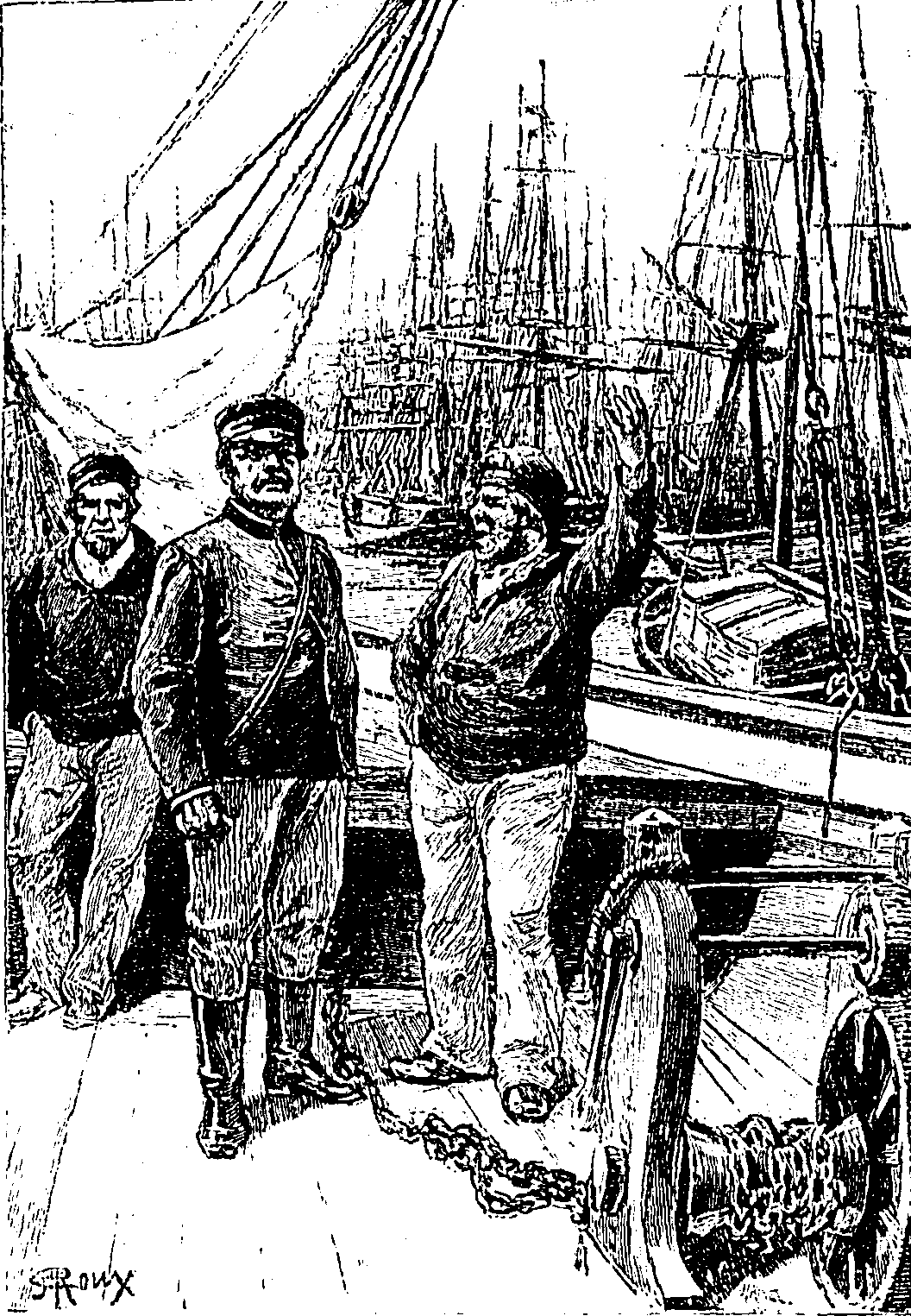
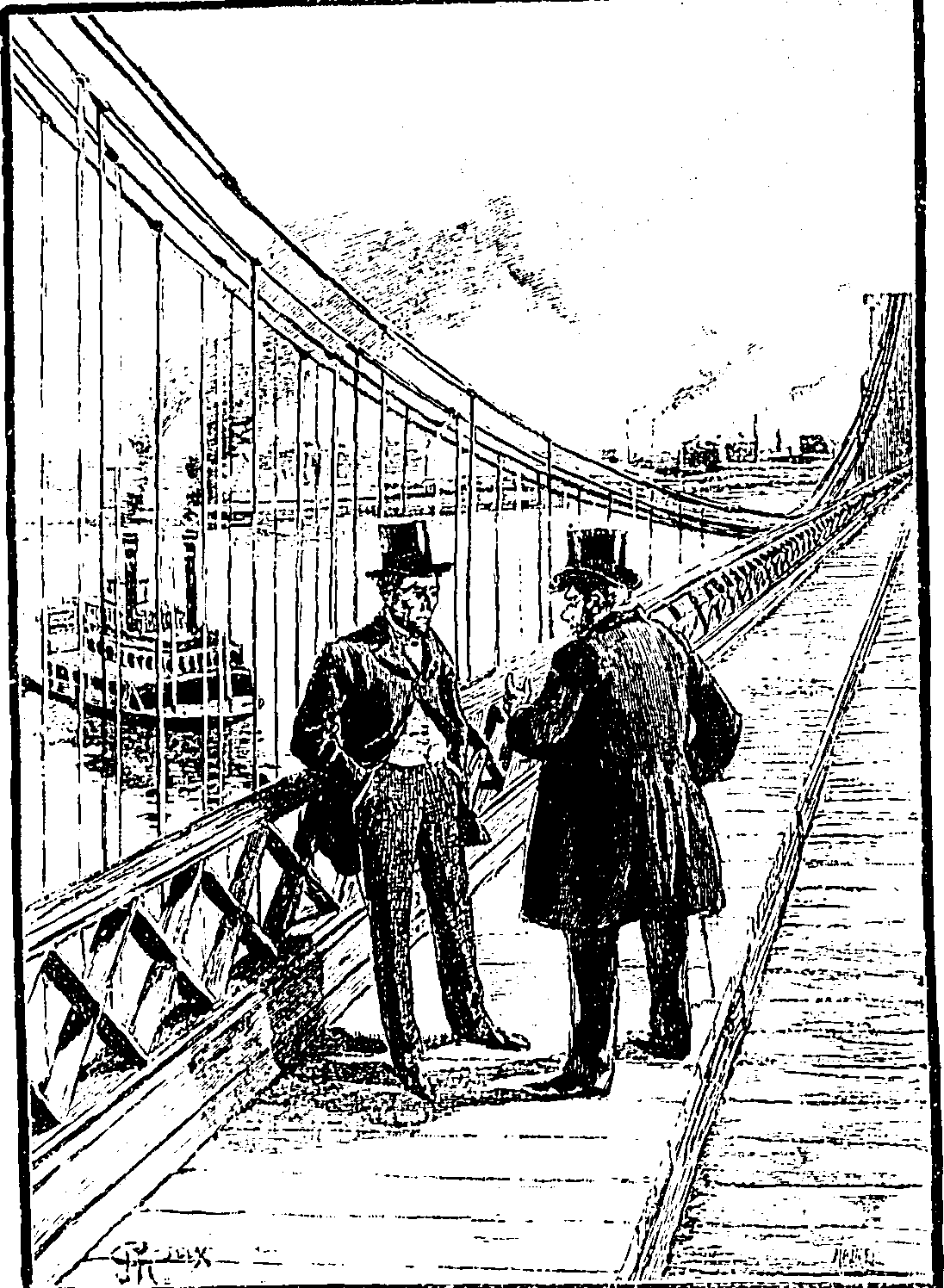
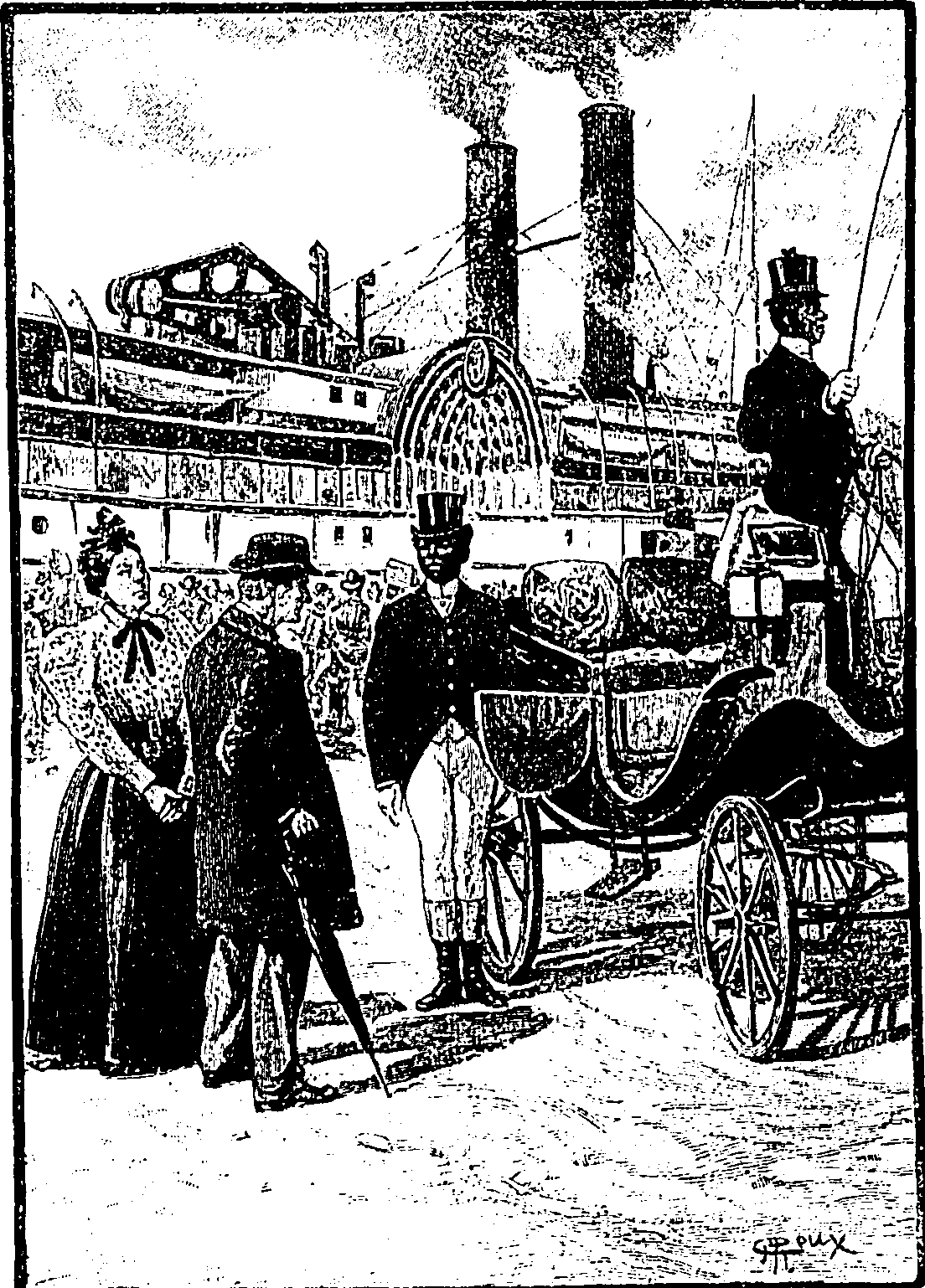
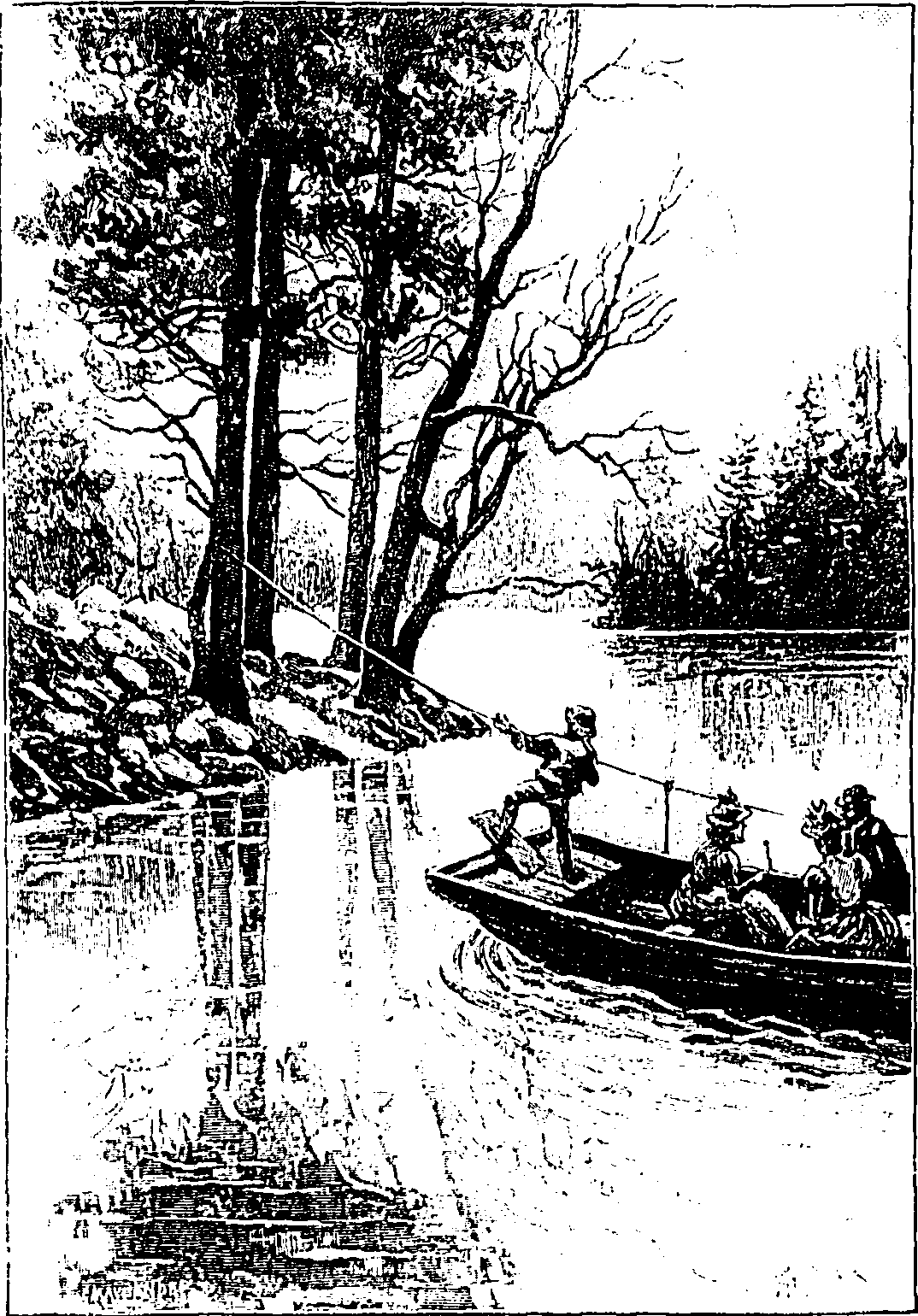

## Česká vydání
- Hra o dědictví, Josef R. Vilímek, Praha 1902, přeložil Václav Beneš Šumavský, znovu 1907.
- Závěť výstředníkova, Bedřich Kočí, Praha 1908, přeložil Vítězslav Unzeitig, dva svazky,
- Hra o dědictví, Josef R. Vilímek, Praha 1927, přeložil Václav Beneš Šumavský, znovu 1937.
- Závěť výstředníka, Albatros, Praha 1976, přeložil Václav Netušil,
- Závěť výstředníkova, Mustang, Plzeň 1995,
- Hra o dědictví, Návrat, Brno 1999, přeložil Václav Beneš Šumavský.
- Závěť výstředníkova, Nakladatelství Josef Vybíral, Žalkovice 2016, přeložil Václav Beneš Šumavský.